# Diapera snowi
Diapera snowi är en fjärilsart som beskrevs av Smith 1908. Diapera snowi ingår i släktet Diapera och familjen nattflyn. Inga underarter finns listade i Catalogue of Life.